# Charles Bassey
Charles A. Bassey (Lagos, 28 ottobre 2000) è un cestista nigeriano.

## Statistiche

### NCAA
| Anno      | Squadra         | PG | PT | MP   | TC%  | 3P%  | TL%  | RP   | AP  | PRP | SP  | PP   |
| --------- | --------------- | -- | -- | ---- | ---- | ---- | ---- | ---- | --- | --- | --- | ---- |
| 2018-2019 | WKU Hilltoppers | 34 | 34 | 31,4 | 62,7 | 45,0 | 76,9 | 10,0 | 0,7 | 0,8 | 2,4 | 14,6 |
| 2019-2020 | WKU Hilltoppers | 10 | 10 | 28,1 | 53,3 | 16,7 | 78,7 | 9,2  | 1,3 | 0,8 | 1,6 | 15,3 |
| 2020-2021 | WKU Hilltoppers | 28 | 28 | 30,4 | 59,0 | 30,5 | 75,9 | 11,6 | 0,7 | 0,4 | 3,1 | 17,6 |
| Carriera  | Carriera        | 72 | 72 | 30,5 | 59,6 | 31,9 | 76,8 | 10,5 | 0,8 | 0,6 | 2,6 | 15,9 |

#### Massimi in carriera
- Massimo di punti: 29 vs Gardner-Webb (4 febbraio 2018)[1]
- Massimo di rimbalzi: 19 vs Marshall (15 gennaio 2021)
- Massimo di assist: 4 vs Bowling Green State (3 volte)
- Massimo di palle rubate: 3 (3 volte)
- Massimo di stoppate: 7 vs Memphis (26 novembre 2020)
- Massimo di minuti giocati: 42 vs North Texas (13 marzo 2021)

### NBA

#### Regular Season
| Anno      | Squadra            | PG  | PT | MP   | TC%  | 3P%  | TL%  | RP  | AP  | PRP | SP  | PP  |
| --------- | ------------------ | --- | -- | ---- | ---- | ---- | ---- | --- | --- | --- | --- | --- |
| 2021-2022 | Philadelphia 76ers | 23  | 0  | 7,3  | 63,8 | 0,0  | 75,0 | 2,7 | 0,3 | 0,2 | 0,7 | 3,0 |
| 2022-2023 | San Antonio Spurs  | 35  | 2  | 14,5 | 64,4 | 37,5 | 59,5 | 5,5 | 1,3 | 0,5 | 0,9 | 5,7 |
| 2023-2024 | San Antonio Spurs  | 19  | 0  | 10,8 | 72,5 | 0,0  | 83,3 | 4,0 | 1,1 | 0,4 | 0,9 | 3,3 |
| 2024-2025 | San Antonio Spurs  | 36  | 1  | 10,4 | 58,1 | -    | 63,6 | 4,2 | 0,5 | 0,4 | 0,8 | 4,4 |
| Carriera  | Carriera           | 113 | 3  | 11,1 | 63,1 | 23,1 | 64,8 | 4,3 | 0,8 | 0,4 | 0,9 | 4,3 |

#### Play-off
| Anno     | Squadra            | PG | PT | MP  | TC%  | 3P% | TL% | RP  | AP  | PRP | SP  | PP  |
| -------- | ------------------ | -- | -- | --- | ---- | --- | --- | --- | --- | --- | --- | --- |
| 2022     | Philadelphia 76ers | 3  | 0  | 4,2 | 50,0 | -   | 0,0 | 1,7 | 0,3 | 0,0 | 0,3 | 0,7 |
| Carriera | Carriera           | 3  | 0  | 4,2 | 50,0 | -   | 0,0 | 1,7 | 0,3 | 0,0 | 0,3 | 0,7 |

#### Massimi in carriera
- Massimo di punti: 16 vs Dallas Mavericks (23 febbraio 2023)[2]
- Massimo di rimbalzi: 14 vs Milwaukee Bucks (11 novembre 2022)
- Massimo di assist: 5 vs Los Angeles Lakers (20 novembre 2022)
- Massimo di palle rubate: 2 (2 volte)
- Massimo di stoppate: 4 vs (3 volte)
- Massimo di minuti giocati: 25 vs Houston Rockets (5 marzo 2023)

### NBA G-League
| Anno      | Squadra         | PG | PT | MP   | TC%  | 3P%  | TL%  | RP   | AP  | PRP | SP  | PP   |
| --------- | --------------- | -- | -- | ---- | ---- | ---- | ---- | ---- | --- | --- | --- | ---- |
| 2021-2022 | Del. Blue Coats | 18 | 18 | 28,6 | 63,6 | 36,4 | 77,1 | 10,4 | 1,6 | 1,1 | 3,3 | 18,7 |
| 2022-2023 | Austin Spurs    | 14 | 13 | 29,8 | 66,7 | 42,3 | 68,2 | 10,1 | 2,3 | 0,7 | 1,9 | 23,4 |
| 2023-2024 | Austin Spurs    | 1  | 1  | 30,1 | 50,0 | 100  | 100  | 13,0 | 5,0 | 2,0 | 4,0 | 30,0 |
| Carriera  | Carriera        | 33 | 32 | 29,2 | 64,4 | 42,0 | 74,6 | 10,4 | 2,0 | 0,9 | 2,7 | 21,1 |